# ألبرت إدوارد كيمب
ألبرت إدوارد كيمب (بالإنجليزية: Albert Edward Kemp) هو سياسي كندي، ولد في 11 أغسطس 1858، وتوفي في 12 أغسطس 1929 في كندا. حزبياً، نشط في حزب كندا المحافظ وUnionist Party (Canada) ‏. وقد انتخب عضو مجلس الشيوخ الكندي وانتخب عضو مجلس العموم الكندي.